# Charles Colville (3e vicomte Colville de Culross)
Pour les articles homonymes, voir Colville.
Charles Alexander Colville, 3e vicomte Colville de Culross, né dans le quartier de Chelsea à Londres le 26 mai 1888 et mort aux Açores le 14 mars 1945, est un militaire et noble britannique, vétéran de la Première Guerre mondiale et mort durant la Deuxième.

## Biographie
Charles Colville est le petit-fils de Charles John Colville, militaire puis homme d'affaires et membre de la Chambre des lords, 10e Lord Colville de Culross de la pairie d'Écosse, titre qui remonte à 1604. Charles John Colville est fait baron Colville de la pairie du Royaume-Uni en 1885, puis vicomte de cette même pairie en 1902.
Charles Colville est éduqué à la public school Reed's School (en), dans le village de Cobham dans le Surrey en Angleterre, où il est pensionnaire. En mai 1903 il intègre la Royal Navy. Dans les années qui précèdent la Première Guerre mondiale il est lieutenant à board du croiseur cuirassé HMS Minotaur, affecté au poste de commandement de la Royal Navy en Chine. Il participe à la Grande Guerre, comme lieutenant à bord du cuirassé HMS Barham. Promu commandant en 1916, il est décoré de la citation militaire pour sa bravoure lors de la bataille du Jutland,,,.
En mars 1928, à la mort de son père Charles Robert Colville, militaire de carrière lui aussi et 2e vicomte Colville, il devient le 3e vicomte Colville et 12e Lord Colville, héritant d'un siège à la Chambre des lords. En 1931 il épouse Kathleen Gale, fille d'un officier canadien ; le couple aura trois enfants. Commandant du ponton HMS Hesperides aux Açores durant la Seconde Guerre mondiale, il y meurt dans un accident d'avion en mars 1945 et est inhumé au cimetière militaire de Lajes au Portugal. Son fils Mark devient le 4e vicomte Colville et 13e Lord Colville,,,.
Charles Colville est l'un des cinquante-six parlementaires britanniques morts à la Seconde Guerre mondiale et commémorés par un vitrail au palais de Westminster.